# خوسيه جوليا
خوسيه جوليا (بالإسبانية: José Cayetano Juliá)‏ هو دراج إسباني، ولد في 1 يوليو 1979 في ثيثا في إسبانيا.

## وصلات خارجية
- خوسيه جوليا على موقع الاتحاد الدولي للدراجات (الإنجليزية)
- خوسيه جوليا على موقع أرشيف الدراجات (الإنجليزية)
- خوسيه جوليا على موقع إحصائيات الدراجات الإحترافية (الإنجليزية)
- خوسيه جوليا على موقع نسبة الدراجات (الإنجليزية)